# Vũ Sơn, Bắc Sơn
Vũ Sơn là một xã thuộc huyện Bắc Sơn, tỉnh Lạng Sơn, Việt Nam.
Xã Vũ Sơn có diện tích 17,95 km², dân số năm 1999 là 2.431 người, mật độ dân số đạt 135 người/km².
Theo thống kê năm 2019, xã Vũ Sơn có diện tích 17,95 km², dân số là 2.970 người, mật độ dân số đạt 166 người/km².